# 10289 Geoffperry
10289 Geoffperry este un asteroid din centura principală de asteroizi.

## Descriere
10289 Geoffperry este un asteroid din centura principală de asteroizi. A fost descoperit pe 24 august 1984 la Observatorul Oak Ridge din Harvard, Massachusetts. Asteroidul prezintă o orbită caracterizată de o semiaxă mare de 3,20 ua, o excentricitate de 0,20 și o înclinație de 2,0° în raport cu ecliptica.